# Icelus
Icelus — рід скорпеноподібних риб родини Бабцеві (Cottidae). Рід Icelus являють собою групу дрібних донних риб (до 25 см), що живуть в холодних водах. Вони в основному зустрічаються в північній частині Тихого океану, деякі види мешкають в Північній Атлантиці. Вони характеризуються великою, стислою з боків головою і дрібними шипами. Бічна лінія присутня.

## Класифікація
Рід містить 17 видів:
- Icelus armatus (P. J. Schmidt, 1916)
- Icelus bicornis (J. C. H. Reinhardt, 1840)
- Icelus canaliculatus C. H. Gilbert, 1896
- Icelus cataphractus (Pavlenko, 1910)
- Icelus ecornis Tsutsui & Yabe, 1996
- Icelus euryops Bean, 1890
- Icelus gilberti Taranetz, 1936
- Icelus mandibularis Yabe, 1983
- Icelus ochotensis P. J. Schmidt, 1927
- Icelus perminovi Taranetz, 1936
- Icelus rastrinoides Taranetz, 1936
- Icelus sekii Tsuruoka, Munehara & Yabe, 2006
- Icelus spatula C. H. Gilbert & Burke, 1912
- Icelus spiniger C. H. Gilbert, 1896
- Icelus stenosomus Andriashev, 1937
- Icelus toyamensis (Matsubara & Iwai, 1951)
- Icelus uncinalis C. H. Gilbert & Burke, 1912